# Black Arrow

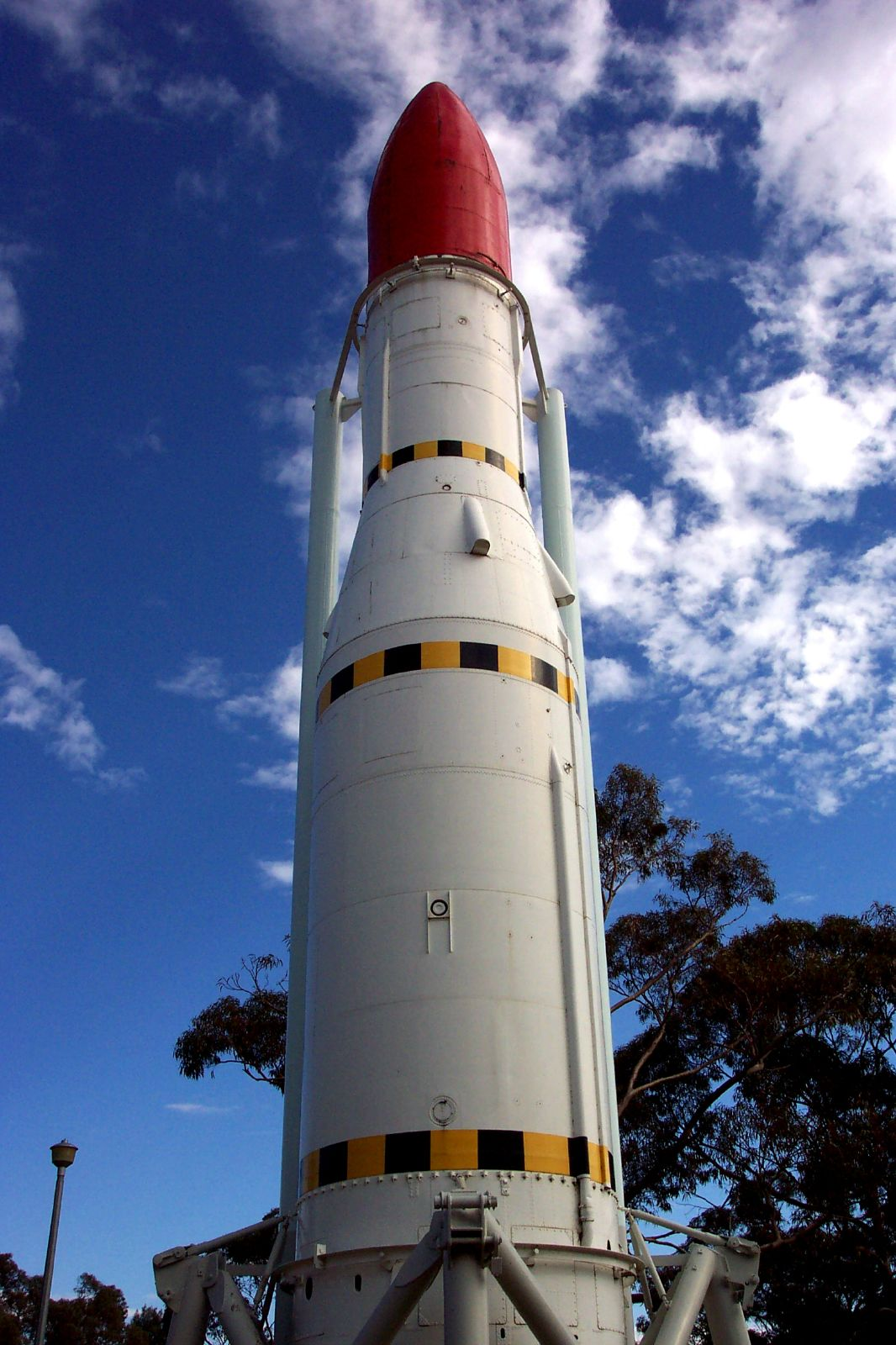
Modelo de um foguete Black Arrow num parque em Woomera.

Black Arrow' foi um veículo de lançamento britânico. Desenvolvido durante os anos 60, ele foi usado em apenas quatro lançamentos entre 1969 e 1971. O seu último voo marcou o primeiro lançamento orbital bem sucedido do Reino Unido, colocando em órbita o satélite Prospero.